# Lenguas bantúes nororientales
Las lenguas bantúes nororientales son un grupo de lenguas bantúes de África Oriental que comparten la isoglosa conocida como ley de Dahl que seguramente es una retención arcaica. En la clasificación de Guthrie de las lenguas bantúes, estas lenguas están divididas entre las zonas E50, E46, E60, E74a, F21-22, J, G60, más el bantú de noroeste de la costa (de las zonas E y G) En la clasificación más moderna constituirían un grupo filogenético.

## Clasificación
Las lenguas o grupos de dialectos que forman parte de las lenguas bantúes noroccidentales son:
- lenguas kikuyu-kamba o Thagiichu (básicamente, E50):
  - Sonjo (E40)
  - Cuka
  - Meru (incluye, Tharaka, Mwimbi-Muthambi)
  - Meridional
    - Kamba, Daisu
    - Gikuyu, Embu
- Chaga–Taita
  - Taita (Dawida; E70) – Sagalla
  - lenguas chaga (E60)
- Lenguas bantúes nororientales de la costa: Suajili, etc.
- Takama: Sukuma–Nyamwezi, Kimbu (F20), Iramba–Isanzu, Nyaturu (Rimi) (F30), ?Holoholo–Tumbwe–Lumbwe (D20)
- Lenguas bantúes de los Grandes Lagos (zone J): Rwanda-Rundi, Ganda, etc.
- lenguas bena-kinga (G60): Sangu, Hehe, Bena, Pangwa, Kinga, Wanji, Kisi, ?Manda (N10)

## Comparación léxica
Los numerales reconstruidos para diferentes grupos de lenguas bantúes nororientales son:
| GLOSA | PROTO- KIUKUYU- KAMBA | PROTO- CHAGA | PROTO- COSTA | PROTO- TAKAMA | PROTO- GRANDES- LAGOS | PROTO- BENA- KINGA |
| ----- | --------------------- | ------------ | ------------ | ------------- | --------------------- | ------------------ |
| '1'   | *i-mwe                | *-mwi        | *mwe *moja   | *-mwe         | *-mo-i                | *yimwi             |
| '2'   | *i-giri               | *-βili       | *-bidi       | *-βili        | *-βiri                | *-bili             |
| '3'   | *i-tʰatu              | *-tʰatu      | *-taːtu      | *-tatu        | *-tatu                | *-tatu             |
| '4'   | *i-ɲa                 | *-na-        | *-ne         | *-ne          | *-nai                 | *-nai              |
| '5'   | *i-tʰaːno             | *-tʰaːnu     | *tʰáːno      | *-taːno       | *-taːnu               | *-haːno            |
| '6'   | *i-tʰatʰatu           | *-tʰaːⁿdatu  | *-taⁿɖatu    | *-tʰaːⁿdatu   | *-taːⁿdatu/ *mu-kaːga | *ⁿtaːⁿda           |
| '7'   | *mu-gwaⁿɟa            | *mfuⁿgate    | *-fuⁿgate    | *mpuⁿgate     |                       | *-fuⁿgati          |
| '8'   | *i-ɲaːɲa              | *ɲaːne       | *naːnɛ       | *naːnɛ        | *mu-naːnai            | *-nane             |
| '9'   | *k-eⁿda               | *keːⁿda      | *ke(ː)ⁿɗa    | *keːⁿda       | *-eːⁿda               |                    |
| '10'  | *i-kumi               | *i-kumi      | *(i-)kumi    | *i-kumi       | *i-kumi               | *(ñi-)kumi         |